# Sarcophaga carnaria
Sarcophaga carnaria (лат.) — европейский вид серых мясных мух. Уверенно отличить этот вид от других можно только по гениталиям самцов. Биология и распространение вида слабо изучено из-за неверной идентификации

## Распространение
Распространён в Европе от Великобритании и Южной Европы до гор Алтая на востоке и Кольского полуострова на севере.

## Общие сведения
Личинки являются паразитами земляных червей, в том числе Allolobophora chlorotica и Allolobophora rosea. Имаго встречаются на соцветиях растений, фруктах, гниющем мясе, мёртвых улитках и фекалиях. В пупариях Sarcophaga carnaria паразитируют наездники-бракониды Aspilota propeminimam.